# 駐日アフガニスタン大使館
駐日アフガニスタン大使館（ちゅうにちアフガニスタンたいしかん、パシュトー語: په جاپان کې د افغانستان سفارت、ダリー語: سفارت افغانستان در ژاپن、英語: Embassy of Afghanistan in Japan）は、アフガニスタンが日本の首都東京に設置している大使館である。在東京アフガニスタン大使館（パシュトー語: په ټوکیو کې د افغانستان سفارت、ダリー語: سفارت افغانستان در توکیو、英語: Embassy of Afghanistan in Tokyo）とも。
在シンガポールアフガニスタン大使館、在フィリピンアフガニスタン大使館を兼轄している。

## 歴史
1930年11月19日に日本・アフガニスタン修好条約が署名され、1931年7月26日に同条約が発効したことにより両国間の外交関係が樹立される。
1933年10月、駐日アフガニスタン王国公使館が開設された。第二次世界大戦中、東京都渋谷区青葉町7にアフガニスタン公使館が置かれていたが、米軍による東京大空襲で全焼した。なお第二次大戦末期には、アフガニスタン公使館は他の12ヶ国および1国際機関と同様に軽井沢へ疎開している。その後、日本はアメリカ合衆国に占領されて外交主権を喪失し、日本・アフガニスタン間の公使交換も停止した。
東京のアフガニスタン公使館は日本が主権回復した後に再開され、1956年5月、駐日アフガニスタン王国大使館に昇格した。1970年代にアフガニスタンで政変が発生しても駐日アフガニスタン共和国大使館や駐日アフガニスタン民主共和国大使館として存続したが、1996年9月に首都カーブル（カブール）と国土の大半を掌握したタリバンがアフガニスタン・イスラム首長国の建国を宣言し、タリバン政権の樹立を受けて反タリバン勢力のアフガニスタン救国・民族イスラム統一戦線（北部同盟）が結成されると、日本はタリバン政権と北部同盟のどちらにも肩入れせず、1997年以降、東京のアフガニスタン大使館は事実上閉館状態になった。
2001年10月7日、北部同盟に肩入れするアメリカ合衆国が不朽の自由作戦を発動してタリバン政権に対する戦争を仕掛けた。米軍は航空戦力の圧倒的優勢を活かして首都カーブルを筆頭にアフガニスタン各地を空爆しつつ並行して地上戦力も投入し、作戦開始から僅か数週間でタリバン政権を崩壊させた。
2001年12月22日、米軍占領下のカーブルの内務省ホールでアフガニスタン暫定政権設立式が開催され、北部同盟の指導者ブルハーヌッディーン・ラッバーニー（ラバニ）がハーミド・カルザイに権力を移譲することを宣言し、カルザイ暫定政権が誕生した。この式典には日本から植竹繁雄外務副大臣が出席しており、植竹副大臣がカルザイ議長との会談で暫定政権の承認と復興支援を約束し、来たる2002年1月21日と22日に東京で行われる予定のアフガニスタン復興支援拡大閣僚級会合への同議長の出席を求めたところ、カルザイ議長は復興支援に感謝を表明した上で、東京会合への出席は楽しみにしていると応じた。
2002年6月、カーブルで緊急ロヤ・ジェルガ（ロヤ・ジルガ）が開催され、カルザイ暫定政権議長の移行政権大統領選出などが採択された。同月14日、川口順子外務大臣が民主的な手続きによる大統領選出を歓迎する声明を発出。
2002年12月16日、東京のアフガニスタン大使館が再開。2004年にアフガニスタンが国号を改称した後は、駐日アフガニスタン・イスラム共和国大使館（在東京アフガニスタン・イスラム共和国大使館）と呼ばれている。
2021年8月にアシュラフ・ガニー大統領が国を捨てて逃亡してタリバンが暫定政権を樹立したため、大使の給料を含むアフガニスタン本国から駐日大使館への送金が停止されたが、ガニー政権時代に任命された最後の駐日大使シャイダ・モハマド・アブダリが引き続き日本に駐在している。

## 所在地
| 日本語 | 〒106-0041 東京都港区麻布台2-2-1           |
| 英語   | 2-2-1, Azabudai, Minato-ku, Tokyo 106-0041 |

## 大使
2021年5月27日より、シャイダ・モハマド・アブダリが特命全権大使を務めている。